# 山川亜希子
山川 亜希子（やまかわ あきこ、1943年1月29日 - ）は、日本の精神世界・スピリチュアル系の翻訳家、著作家、講演家。スピリットダンス主催、セミナー講師。翻訳は夫の山川紘矢と共に行っている（なお「亜希子」「紘矢」はペンネームである）。
東京都生まれ。東京大学経済学部卒業。結婚後、夫・紘矢と共に海外生活を体験。マッキンゼー・アンド・カンパニー、マープラン・ジャパンなど外資系会社勤務を経て、現在は翻訳家。

## 著書
- 「宇宙で唯一の自分を大切にする方法 」大和書房 2005（文庫：2016）
- 「人生は、奇跡の連続! 」大和書房 2009（文庫：2016）
- 「自分に目覚める スピリチュアル旅へ 聖地巡礼、魂の故郷を訪ねて」PHP研究所 2018

### 共著
- 「アシジの丘 聖フランチェスコの愛と光」 共著：紘矢 リア・ジャパン 1988（改訂版：日本教文社 1999）
- 「(CD) 山川紘矢・亜希子の誰にでもできるやさしい瞑想入門 (<CD>)」 共著：紘矢 PHP研究所 2005
  - 山川紘矢・亜希子の瞑想CD第3弾
- 「フィンドホーン日々の言葉31 (<CD>)」 共著：紘矢 PHP研究所 2007
  - 「山川紘矢・亜希子の朗読CD第4弾
- 「あなたが生まれてきた理由 そして、これからの運命」共著：キャロル・アドリエンヌ 主婦の友社 2007
- 「医師もすすめる｢前世療法ＣＤ｣つき！前世を知って幸せになる本 (マキノ出版ムック)」 共著：紘矢 マキノ出版 2011
- 「30冊の本」 共著：紘矢 PHP研究所 2011
- 「[図解]人生に奇跡を起こす魔法の本 スピリチュアルベストセラーのメッセージ25」 共著：紘矢 イースト・プレス 2013
- 「魂のことば」 共著：紘矢 廣済堂出版 2014
- 「なんだ! こんなふうに生きればよかったのか わかってる人たちから学ぶ優しいさとりかた」 共著：紘矢、牧野内大史、あさりみちこ ヒカルランド 2014
- 「出会った人が運命の人 (マイナビ文庫)」 共著：紘矢 マイナビ 2014
- 「人生を100%の幸せで満たす言葉」 共著：紘矢 マガジンハウス 2015
- 「99%の人が知らない死の秘密」 共著：阿部敏郎 興陽館 2015
- 「山川さん、黒斎さん、いまさらながらスピリチュアルって何ですか？」 共著：紘矢、雲黒斎 日本文芸社 2015
- 「マンガでわかる 引き寄せの法則 (リンダパブリッシャーズの本)」 共著：蛭田直美、長谷川梢 リンダパブリッシャーズ 2015
- 「引き寄せの極意」 共著：紘矢 興陽館 2016
- 「祈りの言葉―――「見えない力」を味方にして、人生を変える」 共著：紘矢 ダイヤモンド社 2016
- 「受け入れの法則」 共著：亜希子、あーす・じぷしー Naho & Maho リンダパブリッシャーズ 2016
- 「受け入れの極意」 共著：紘矢、あーす・じぷしー 興陽館 2017
- 「精霊の囁(ささや)き 30年の心の旅で見つけたもの」 共著：紘矢 PHP研究所 2017
- 「神さまに愛される最高の生き方 !」 共著：紘矢 興陽館 2018
- 「すべては魂の約束 親子、夫婦、友人、自分自身—本当に幸せな関係を築くために」 共著：紘矢 BABジャパン 2018
- 「“YES" 新・受け入れの法則」 共著：紘矢、あーす・じぷしー naho&maho PHP研究所 2019

## 翻訳
（特記なき限り紘矢との共訳）
- 「アウト・オン・ア・リム 愛さえも越えて」 シャーリー・マクレーン 地湧社 1986.10 のち角川文庫
- 「ダンシング・イン・ザ・ライト 永遠の私をさがして」 シャーリー・マクレーン 地湧社 1987 のち角川文庫
- 「なまけ者のさとり方」 タデウス・ゴラス 地湧社 1988.4 のちPHP文庫
- 「オール・イン・ザ・プレイング 私への目覚め」 シャーリー・マクレーン 地湧社 1988 のち角川文庫
- 「風を追いかけて」 シャーリー・マクレーン 地湧社 1989.2
- 「ゴーイング・ウイズィン チャクラと瞑想」 シャーリー・マクレーン 地湧社 1990.2 のち角川文庫
- 「前世療法 米国精神科医が体験した輪廻転世の神秘」 ブライアン・L・ワイス PHP研究所 1991 のち文庫
- 「ダンス・ホワイル・ユー・キャン いまを輝かせて」 シャーリー・マクレーン 地湧社 1992.5 のち角川文庫
- 「前世療法 2 米国精神科医が挑んだ、時を越えたいやし」 ブライアン・L・ワイス PHP研究所 1993 のち文庫
- 「ホワイトホール・イン・タイム 進化の意味と人間の未来」 ピーター・ラッセル 地湧社 1993.4
- 「フィンドホーンの花 アイリーン・キャディ（英語版）」 日本教文社、1994.11
- 「ラザリス 聖なる旅」 ジャック・パーセル ワン・ネットワーク 1994.10
- 「アルケミスト 夢を旅した少年」 パウロ・コエーリョ 地湧社 1994.12 のち角川文庫
- 「聖なる知恵の言葉 魂のためのガイドブック」 スーザン・ヘイワード編 PHP研究所 1995.3 のち文庫
- 「聖なる予言 九つの知恵」 ジェームズ・レッドフィールド 角川書店 1995.4 のち文庫
- 「星の巡礼」 パウロ・コエーリョ 地湧社 1995.10 のち角川文庫
- 「聖なる予言実践ガイド」 ジェームズ・レッドフィールド、キャロル・アドリエンヌ 角川書店 1995.4 のち角川文庫「人生を変える九つの知恵」
- 「フィンドホーンの魔法」 ポール・ホーケン 日本教文社 1995.7 のちサンマーク文庫
- 「フィンドホーン愛の言葉」 アイリーン・キャディ 日本教文社 1995.12
- 「魂の伴侶 傷ついた人生をいやす生まれ変わりの旅」 ブライアン・L・ワイス PHP研究所 1996 のち文庫
- 「スピリチュアル・マネジャー」 リー・G.ボールマン、テレンス・E.ディール 新潮社 1996.4
- 「聖なる知恵の宝石箱 魂のためのガイドブック2」 スーザン・ヘイワード、マルコム・コーハン PHP研究所 1996 「運命を変える聖なる言葉」文庫
- 「第十の予言」 ジェームズ・レッドフィールド 角川書店 1996.6 のち文庫
- 「運命の貴族となるために」 ジョン・マクドナルド 飛鳥新社 1996.12 改題「マスターの教え」
- 「ピエドラ川のほとりで私は泣いた」 パウロ・コエーリョ 地湧社 1997.3 のち角川文庫
- 「大地の天使たち」 ドロシー・マクリーン 日本教文社 1997.9
- 「喜びの瞑想」 サリー・レッドフィールド 角川mini文庫 1997
- 「ラスト・バリア スーフィーの教え」 ルシャッド・フィールド 角川書店 1997.9
- 「聖なる旅」 ピースフル・ウォリアー ダン・ミルマン 徳間書店 1998.2 のち文庫
- 「聖なるヴィジョン」 ジェームズ・レッドフィールド 角川書店 1998.9 のち文庫
- 「第五の山」 パウロ・コエーリョ 角川書店 1998.4 のち文庫
- 「人はなぜ生まれたか」 デイビッド・シュパングラー 日本教文社 1998.12
- 「心の扉を開く 聖なる日々の言葉」 アイリーン・キャディ 川瀬勝、羽成行央共訳 日本教文社 1998.4
- 「新しき流れの中へ 第十の予言の教え」 ジェームズ・レッドフィールド、アドリエンヌ 角川書店 1999 のち文庫
- 「ホワンの物語 成功するための50の秘密」 ロバート・J.ペトロ 飛鳥新社 1999.4
- 「見えない道 愛する時、そして死ぬ時」 ルシャッド・フィールド 角川書店 1999.3
- 「QC心のクワイエットコーナーを探そう」 ナンシー・オハラ にじゅうに 2000
- 「魂の療法 ワイス博士の人生を癒すメッセージ」 ブライアン・L・ワイス PHP研究所 2001 「「前世」からのメッセージ」文庫
- 「人生を変える力 第十一の予言」 ジェームズ・レッドフィールド 角川書店 2001.2 のち文庫
- 「天使の歌が聞こえる」 ドロシー・マクリーン 日本教文社 2001.10
- 「カミーノ 魂の旅路」 シャーリー・マクレーン 飛鳥新社 2001.7
- 「マジック・フォーミュラ 人生を光に変える魔法の処方せん」 マイケル・J.ローズ 徳間書店 2002.4
- 「オズの子供たち 愛と光の使者」 ジェームス・トワイマン 徳間書店 2002.11
- 「あなたを動かす」知恵の言葉」 スーザン・ヘイワード編 PHP研究所 2002 「人生を思いどおりに生きる知恵の言葉」文庫
- 「進化する魂」 ジェームズ・レッドフィールド、マイケル・マーフィー、シルビア・ティンバース 角川書店 2004.3
- 「魂の燃ゆるままに」 イサドラ・ダンカン自伝 冨山房インターナショナル 2004.5
- 「サーファー・ショーンの教え」 セルジオ・バンバーレン 飛鳥新社 2004.8
- 「愛犬テリーに教わったこと シャーリーと小さな先生の物語」 シャーリー・マクレーン 飛鳥新社 2004.11
- 「未来世療法 運命は変えられる」 ブライアン・L.ワイス PHP研究所 2005.6 のち文庫
- 「ワイス博士のストレス・ヒーリング やすらぎとパワーをあなたに」 瞑想CDブック PHP研究所 2006.1
- 「ワイス博士の前世療法 心を癒すスピリチュアルへの旅 瞑想CDブック」 PHP研究所 2006.7
- 「幸運が舞いこむ天使の言葉」 クリッシー・アステル 主婦の友社 2007.1
- 「心にひびく知恵の言葉 あなたへの贈り物」 スーザン・ヘイワード編 PHP研究所 2007.4
- 「きっと元気がでる10の方法」 ウエイン・W.ダイアー、クリスティーナ・トレーシー PHP研究所 2007.10
- 「ザ・シークレット」 ロンダ・バーン 佐野美代子共訳 角川書店 2007.10
- 「富を「引き寄せる」科学的法則」 ウォレス・ワトルズ 角川文庫 2008.1
- 「5つの願い たったひとつの質問から幸せな人生が手に入る本」 ゲイ・ヘンドリックス ぶんか社 2008.5
- 「宇宙からの手紙」 マイク・ドゥーリー 角川書店 2008.8
- 「天使のまなざし 天国からの訪問者」 ジャッキー・ニューカム 主婦の友社 2008.11
- 「小鳥の贈りもの 夢に向かって飛び立つあなたへ」 ピルッコ・ヴァイニーオ PHP研究所 2008.12
- 「9日間"プラスのこと"だけ考えると、人生が変わる」 ウエイン・W.ダイアー 三笠書房 2009.4
- 「ザ・パワー」ロンダ・バーン 佐野美代子共訳 角川書店 2011.4
- 「ザ・マジック」ロンダ・バーン 佐野美代子共訳 角川書店 2013.2
- 「Joy 喜び」OSHO 角川書店 2013.9 ISBN 978-4-04-110539-9
- 「Courage 勇気」OSHO 角川書店 2014/10 ISBN 978-4-04-101358-8
- 「ザ・シークレット 日々の教え」ロンダ・バーン 佐野美代子共訳 角川書店 2014.10
- 「ヒーロー」ロンダ・バーン 佐野美代子共訳 角川書店 2015.2
- 「Intuition 直観」OSHO 角川書店 2016.8 ISBN 978-4-04-104948-8
- 「Creativity 創造性」OSHO 角川書店 2017.3 ISBN 978-4041013571
- 「ザ・シークレット 人生を変えた人たち」ロンダ・バーン 佐野美代子共訳 角川書店 2017.10
- 「パワーオブナウ　魂が目覚める日々の言葉」エックハルト・トール 徳間書店 2019.11
- 「HEAL 癒しの力 自己治癒力の秘密」ケリー・ヌーナン・ゴアス KADOKAWA 2020.3
- 「運のいい人だけが知っていること: いつでも自分の庭を耕しなさい」ウエイン・W・ダイアー 三笠書房 2021.7
- 「弓を引く人」パウロ・コエーリョ KADOKAWA 2021.11